# Mikhail Siamionau
Mikhail Siamionau (n. 30 iulie 1984, Minsk, RSS Bielorusă, URSS) este un luptător ce a reprezentat Belarus, medaliat olimpic. A participat la o ediție a Jocurilor Olimpice (2008) în care a câștigat o medalie de bronz.

## Participări
Lista de mai jos prezintă principalele competiții la care a participat Mikhail Siamionau de-a lungul carierei.
- wrestling at the 2008 Summer Olympics – men's Greco-Roman 66 kg[*]